# 46 Capricorni
46 Capricorni è una stella supergigante gialla di magnitudine 5,09 situata nella costellazione del Capricorno. Dista 786 anni luce dal sistema solare.

## Osservazione
Si tratta di una stella situata nell'emisfero celeste australe, ma molto in prossimità dell'equatore celeste; ciò comporta che possa essere osservata da tutte le regioni abitate della Terra senza alcuna difficoltà e che sia invisibile soltanto molto oltre il circolo polare artico. Nell'emisfero sud invece appare circumpolare solo nelle aree più interne del continente antartico. La sua magnitudine pari a 5,1 fa sì che possa essere scorta solo con un cielo sufficientemente libero dagli effetti dell'inquinamento luminoso.
Il periodo migliore per la sua osservazione nel cielo serale ricade nei mesi compresi fra fine agosto e dicembre; da entrambi gli emisferi il periodo di visibilità rimane indicativamente lo stesso, grazie alla posizione della stella non lontana dall'equatore celeste.

## Occultazioni
Per la sua posizione prossima all'eclittica, è talvolta soggetta ad occultazioni da parte della Luna e, più raramente, dei pianeti, generalmente quelli interni.
Le ultime occultazioni lunari avvennero rispettivamente nei giorni:
- 26 settembre 2012[4][5]
- 27 giugno 2013[6][7]
- 20 agosto 2013[8][9]
- 9 novembre 2013[10][11]

## Caratteristiche fisiche
La stella è una supergigante gialla con una massa 4,64 volte quella del Sole ed un raggio 25 volte superiore. È 630 volte più luminosa del Sole e possiede una magnitudine assoluta di -1,86.